# 井川町才長谷
井川町才長谷（いかわちょうさいはぜ）は、徳島県三好市の町名。郵便番号は779-4801。

## 地理
三好市の北東部に位置。北と東は三好郡東みよし町、南は井川町大佐古及び井川町片山、西は井川町辻とそれぞれ接する。また北境は吉野川に面しており、東みよし町側にある美濃田の淵から近い地域である。
地内の中央を東西にJR徳島線が通り、南側には国道192号が走っている。

## 歴史
- 2006年（平成18年）3月1日 - 三好郡井川町が三野町・池田町・山城町・東祖谷山村・西祖谷山村と合併して三好市が発足し、現在の町名となる。

## 世帯数と人口
2021年（令和3年）11月30日現在の世帯数と人口は以下の通りである。
| 町丁         | 世帯数 | 人口 |
| ------------ | ------ | ---- |
| 井川町才長谷 | 17世帯 | 43人 |

## 施設
- 美濃田大橋
- 四国電力送配電井川変電所

## 交通

### 鉄道
- 最寄り駅はJR土讃線の辻駅。

### 道路
国道
- 国道192号

都道府県道
- 徳島県道266号昼間辻線